# Карриганимми
Карриганимми (англ. Carriganimmy; ирл. Carraig an Ime) — деревня в Ирландии, находится в графстве Корк (провинция Манстер).